# Anableps anableps
Espèce
Synonymes
- Anableps gronovii Valenciennes, 1846[2]
- Anableps lineatus Gronow, 1854[2]
- Anableps surinamensis Lacépède, 1803[2]
- Anableps tetrophthalmus Bloch, 1794[2]
- Cobitis anableps Linnaeus, 1758[2]

Le Quatre-yeux à grandes écailles (Anableps anableps) est une espèce de poissons actinoptérygiens, de la famille des Anablepidae. Décrit par Linné en 1758, c'est l'espèce type du  genre Anableps.
Il nage à la surface, les yeux hors de l'eau. Il ne reste jamais plus de quelques secondes sous l'eau. La coloration marron de son dos lui permet d'échapper à ses prédateurs en se camouflant dans la boue et dans les eaux troubles.

## Description

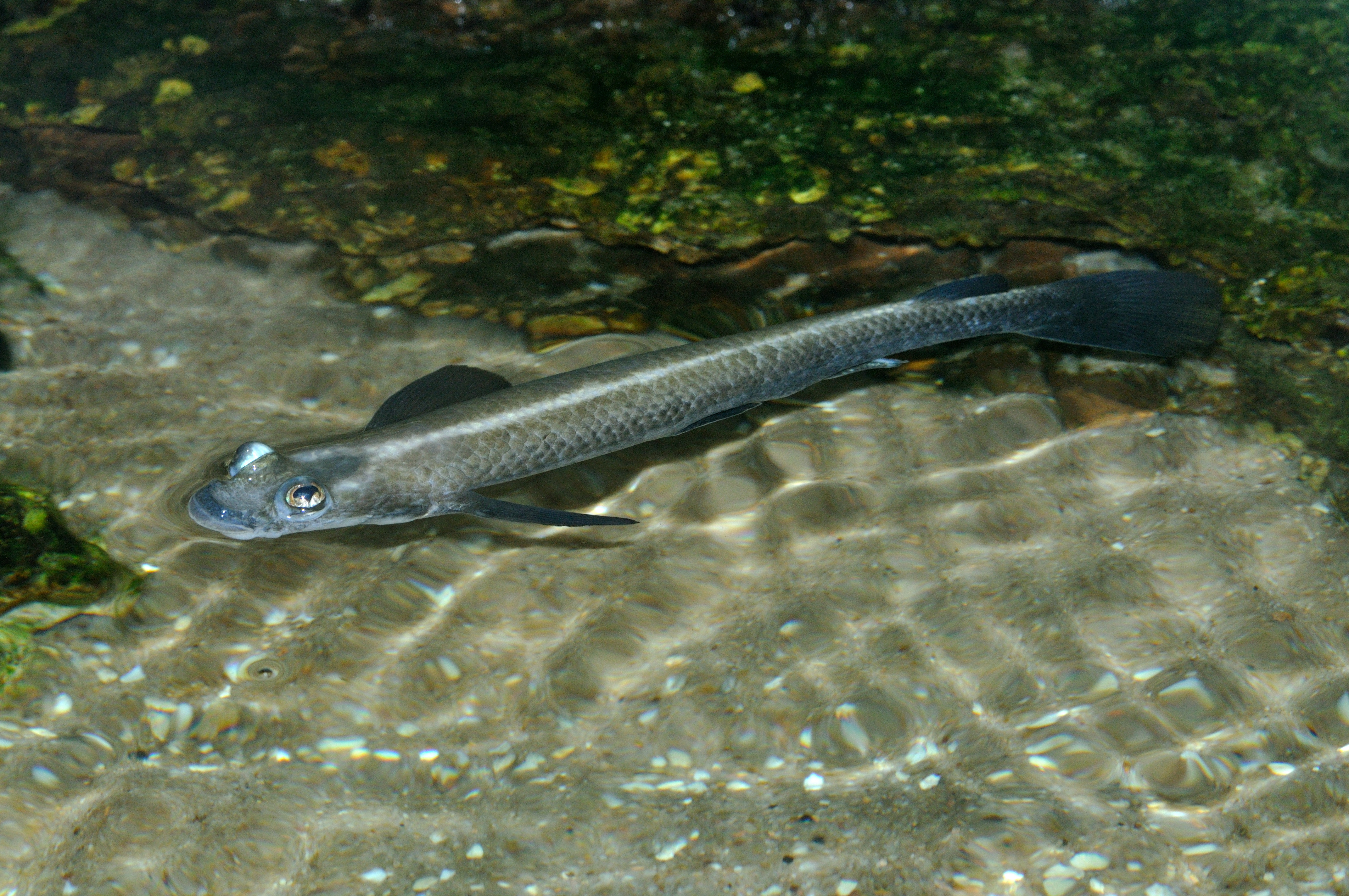
Quatre-yeux à grandes écailles.

Ce poisson peut mesurer jusqu'à 30 cm. Il est de couleur boue et ses yeux séparés en deux parties par une cloison lui permettent de voir sous l'eau et sur l'eau. Le mâle possède une nageoire anale qui peut se transformer en appareil reproducteur nommé gonopode. C'est un poisson vivipare.

### Yeux
Les yeux d'Anableps anableps sont particuliers. Ils lui ont d'ailleurs valu son nom. Ils sont séparés par une cloison, ce qui lui permet de voir sous l'eau et sur l'eau en même temps. De plus, les gènes codant les différentes opsines ne sont pas exprimés uniformément sur les rétines ventrale et dorsale,.

## Espérance de vie
L'espérance de vie de ce poisson varie de 8 à 10 ans.

## Comportement
Anableps anableps est un poisson vivant en groupe et vivant généralement à la surface. Les groupes sont très hiérarchisés.

## Répartition
Du nord de l'Amérique du sud au Mexique.

## Habitat
Habite les forêts de mangroves d'eau saumâtre. Ces habitats fluctuant constamment sont soumis à au moins un, habituellement deux mouvements quotidiens de marée et ce poisson a évolué pour bouger avec l'eau, habitant les marges peu profondes des canaux permanents à marée basse et se déplaçant dans les zones inondées pour se nourrir lorsque le niveau d'eau se lève.
Le terrain de Brenner et Krumme (2007) dans le Furo do Meio, un affluent influencé par la marée de l'estuaire de Caeté situé au nord de la ville de Bragança, à 200 km au sud du delta de l'Amazone, révèle que ces migrations quotidiennes sont entièrement liées à l'alimentation. À marée basse, le chenal permanent de l'affluent mesure seulement 30 m de diamètre, mais pendant les hautes eaux, il atteint 50 m dans sa partie supérieure et 400 m près de son embouchure. Les petits canaux autour de ses marges deviennent donc temporairement inondés et les poissons y pénètrent pour se nourrir , parfois jusqu'à 1 km de l'affluent principal. Les meilleures conditions de recherche de nourriture ont été trouvées à la marée de source pendant les heures de jour où le niveau d'eau est le plus élevé et les poissons peuvent profiter pleinement de l'œil d'eau ci-dessus (voir les notes). Moins d'individus ont été trouvés pour migrer. Il y a une augmentation rapide initiale des niveaux d'eau à mesure que la marée arrive et de jeunes spécimens ont été observés nageant au sommet de la première vague pour entrer dans les criques marginales, avec des adultes derrière. Cette « première hausse des crues » a été le déclencheur de la « disparition virtuelle d' A. Anableps du chenal principal ». En basse mer, les poissons se rassemblaient dans les zones marginales du chenal principal (généralement à moins de 1 m de la berge) et les auteurs ont émis l'hypothèse que cela leur permettait de maximiser le temps de recherche en étant toujours près des bouches des canaux temporaires, de fournir une protection contre les prédateurs potentiels et éviter qu'ils ne soient balayés par de forts courants dans la partie centrale plus profonde. De grandes zones de bancs de boue et de sable sont exposées pendant ces périodes et certains individus ont été observés à sortir de l'eau pour se coucher au Soleil, souvent pendant des minutes à la fois.

## Captivité
Ce poisson peut être trouvé dans des aquariums. Cependant, de par le fait que Anableps anableps vit en grand groupe pouvant aller jusqu'à 100 individus, il est plus observé dans les aquariums publics que dans les privés.

## Alimentation
Ces animaux mangent principalement de petits crabes de la famille des Grapsidae mais peuvent manger des insectes et des algues.

## Utilisation scientifique
Ce poisson est utilisé dans la recherche oculaire.

## Représentation
Ce poisson était présent sur des timbres.